# Örményországi politikai pártok listája

Örményország címere

Örményországban jelenleg többpártrendszer működik, így számos politikai párt létezik az országban. 2021 márciusáig az örmény Igazságügyi Minisztérium összesen 91 politikai pártot regisztrált, amelynek többsége jelenleg parlamenten kívüli pártként működik.
Ez a szócikk Örményország politikai pártjait sorolja fel.

## Parlamenti pártok
Az örmény parlamentben képviselővel rendelkező pártok:
| Név | Név                                                                         | Rövidítés | Ideológia                                       | Képviselők száma | Parlamenti szerepe |
| --- | --------------------------------------------------------------------------- | --------- | ----------------------------------------------- | ---------------- | ------------------ |
|     | Polgári Szerződés K'aghak'aciakan paymanagir Քաղաքացիական պայմանագիր        | CC ՔՊ     | nincs meghatározva a párt ideológiája           | 88               | kormánypárt        |
|     | Misszió Párt Arakelutyun Առաքելություն Կուսակցություն                       | MP ԱԿ     | liberalizmus                                    | 88               | kormánypárt        |
|     | Virágzó Örményország Bargavach Hayastan Բարգավաճ Հայաստան                   | PAP ԲՀԿ   | szociálkonzervativizmus, gazdasági liberalizmus | 26               | ellenzék           |
|     | Fényes Örményország Lusavor Hayastan small>Լուսավոր Հայաստան Կուսակցություն | BAP ԼՀԿ   | liberalizmus                                    | 18               | ellenzék           |